# Štôla
Štôla (Hongaars: Stóla, Duits: Stollen) is een Slowaakse gemeente in de regio Prešov, en maakt deel uit van het district Poprad.
Štôla telt 520 inwoners.